# Estación de Torreblascopedro
Torreblascopedro es un apeadero ferroviario situado en el municipio español de Torreblascopedro, en la provincia de Jaén. Actualmente las instalaciones carecen de servicio de viajeros.

## Situación ferroviaria
La estación se encuentra en el punto kilométrico 17,6 de la línea férrea de ancho ibérico Linares Baeza-Almería, entre las estaciones de Linares-Baeza y de Begíjar.
Consta de 1 via y 1 andén.